# Vaterstetten
Vaterstetten è un comune tedesco di 25 596 abitanti, situato nel land della Baviera.
Fa parte di Vaterstetten la località di Baldham.